# زندگی من در ویرانه‌ها
زندگی‌ام در ویرانه‌ها (My Life in Ruins) که در بریتانیا با عنوان رانندگی با آفرودیت (Driving Aphrodite) اکران شد، فیلمی کمدی-رمانتیک محصول سال ۲۰۰۹ به کارگردانی دونالد پتری است. در این فیلم بازیگرانی همچون نیا واردالوس، ریچارد درایفس، ماریا آدانس، شیلا برنت، ماریا بوتو، ریچل درچ، الکسیس جورجلیوس، رالف نوسک، برنیس استجرس، هارلند ویلیامز، کارولین گودال، ایان اوگلوی، سوفی استاکی، ریتا ویلسون و ایان گومز ایفای نقش کرده‌اند.
این فیلم که در میان ویرانه‌های یونان باستان می‌گذرد، داستان راهنمای توری را روایت می‌کند که زندگی‌اش در میان سفری پُر از ایستگاه‌های غیرمنتظره دگرگون می‌شود، در حالی که گروه گردشگرانش در میان ویرانه‌ها وارد موقعیت‌های کمیک می‌شوند. این فیلم در تاریخ ۷ مه ۲۰۰۹ در یونان و در ۵ ژوئن ۲۰۰۹ در ایالات متحده اکران شد.

## داستان
«جورجیا» معلمی یونانی-آمریکایی است که برای تدریس کلاسیک‌ها به یونان آمده است. اما پس از تعدیل نیرو به‌دلیل کاهش بودجه، مجبور می‌شود به‌عنوان راهنمای تور کار کند. او احساس می‌کند به پایین‌ترین نقطهٔ زندگی‌اش رسیده، علاقه‌اش را به هر چیز از دست داده و رئیسش «ماریا» به او می‌گوید که گردشگران دربارهٔ خسته‌کننده بودنش بازخورد منفی داده‌اند. جورجیا مسئول تور گروهی نامنظم و ناسازگار می‌شود و احساس می‌کند شکست‌خورده است، چرا که آن‌ها بیشتر به خرید سوغاتی علاقه دارند تا یادگیری تاریخ و فرهنگ. او به گروه کانادایی همکارش حسادت می‌کند که ظاهراً علاقه‌مند به تاریخ و فرهنگ‌اند، نه تفریح و خرید. ماریا با نظر او مخالف است و می‌گوید آن‌ها به‌خاطر شخصیت جذاب «نیکو» بیشتر علاقه‌مند شده‌اند. رانندهٔ جورجیا نیز در آخرین لحظه با راننده‌ای به نام «پوپی» جایگزین می‌شود.
همه‌چیز به‌هم می‌ریزد و اوضاع وقتی بدتر می‌شود که جورجیا از ماریا شکایت می‌کند که با نیکو بهتر رفتار می‌کند و شرایط بهتری برای گروه او فراهم کرده. جورجیا در ناامیدی نامه‌ای برای ماریا می‌نویسد و می‌گوید که پس از پایان این تور استعفا می‌دهد. روز بعد، «ایرو گیدئون» — گردشگری سال‌خورده و باتجربه — به جورجیا کمک می‌کند تا بفهمد چرا نمی‌تواند با گروهش ارتباط برقرار کند: او از شغل فعلی‌اش خسته شده، از زندگی‌اش ناراضی است و گردشگران برایش آزاردهنده‌اند. ایرو به او یاد می‌دهد چگونه شاد باشد، با گروه ارتباط برقرار کند و مشکلاتش را کنار بگذارد. جورجیا بیشتر با اعضای گروه آشنا می‌شود و به تفاوت‌های فرهنگی‌شان توجه می‌کند. او ریشه‌های بازی‌های المپیک را طوری برایشان توضیح می‌دهد که آن‌ها واقعاً علاقه‌مند می‌شوند. همچنین گروه را به یکی از ویرانه‌ها می‌برد، جایی که ایرو نقش یک پیشگوی یونانی را بازی می‌کند و به دیگران در حل مشکلات‌شان کمک می‌کند.
در حالی که گروه بیشتر در فرهنگ یونانی غرق می‌شوند، «پوپی» نیز به جورجیا علاقه‌مند می‌شود. اما رفتارهای شوخ‌طبعانهٔ او حین رانندگی باعث می‌شود نزدیک باشد تصادف شدیدی رخ دهد. همان شب، ماریا گروه جورجیا را در هتلی بهتر اسکان می‌دهد، ولی این همان جایی‌ست که نیکو و گروهش هم هستند. زنان جذاب گروه جورجیا حواس نیکو را پرت می‌کنند، در حالی که جورجیا، ایرو و پوپی به‌طور پنهانی اتوبوس نیکو را خراب کرده و دستگاه تهویهٔ آن را به اتوبوس خودشان منتقل می‌کنند. روز بعد، در حین تفریح ساحلی، ایرو بیمار می‌شود و او را به بیمارستان می‌برند. جورجیا مردد می‌ماند که آیا تور را ادامه دهد یا نه، اما پوپی او را تشویق می‌کند که ادامه دهد.
در بازدید از پارتنون، جورجیا به گروهش نشان می‌دهد چرا عاشق این مکان است: در زمان درست، می‌توان نسیمی را که از دل ویرانه‌ها می‌وزد، حس کرد. بسیاری از اعضای گروه این نسیم را حس می‌کنند و تحت تأثیر آرامشش قرار می‌گیرند. یکی از اعضا به نام «گیتر» از جورجیا می‌پرسد آیا می‌توانند ایرو را در بیمارستان ملاقات کنند. گروه با این پیشنهاد موافقت می‌کند و جورجیا نیز قبول می‌کند. وقتی گروهش در حال بازدید از بیمارستان است، نیکوی ناراضی جورجیا را سرزنش می‌کند. اما جورجیا متوجه می‌شود گروه خودش بهتر بوده و نیکو هیچ‌گاه واقعاً گروه خودش را نشناخته. نیکو فاش می‌کند که به‌دلیل نبود تهویه در اتوبوسش و شکایت‌های مکرر گروه، دچار سردرد شدید شده و فقط می‌خواسته به ساحل برود. وقتی او گروهش را «آمریکایی» خطاب می‌کند، کانادایی‌ها که ناراحت شده‌اند او را کتک می‌زنند. در بیمارستان، گروه جورجیا می‌بیند که ایرو حالش بهتر شده و در حال بهبودی است.
در مهمانی خداحافظی، ماریا دربارهٔ نامه با جورجیا صحبت می‌کند و او را قانع می‌کند که بماند، با وعدهٔ افزایش حقوق، پس از خواندن نظرات عالی گروه دربارهٔ او. ماریا حتی اعتراف می‌کند که از نیکو خوشش نمی‌آمده و فقط به‌خاطر آشنایی با خانواده‌اش تحملش می‌کرده. در پایان، جورجیا با «پوپی» وارد رابطه می‌شود و او به رانندهٔ دائمی ارتقا می‌یابد.